# Ian Woan
Ian Simon Woan (* 14. Dezember 1967 in Heswall) ist ein ehemaliger englischer Fußballspieler. Der Linksaußen war bekannt für seine Zeit in den 1990ern bei Nottingham Forest, für das er 132 Premier-League-Partien bestritt. Dazu erreichte er im Jahr 1991 das Endspiel im FA Cup, verlor dort jedoch mit 1:2 gegen Tottenham Hotspur.

## Sportlicher Werdegang

### Nottingham Forest
Woan war Teil einer Fußballerfamilie, da sowohl sein Vater Alan Woan als auch dessen Bruder Don Woan Profifußballer gewesen waren. Als Jugendspieler war er selbst zunächst für die beiden großen Manchester Vereine United und City unterwegs. Dort war ihm jedoch der Sprung in den Profibereich nicht vergönnt und so spielte er zunächst in unterklassigen Ligen für den Heswall FC und anschließend in Wales für Caernarfon Town, den Newtown AFC und den Runcorn FC. Schließlich bot sich ihm im März 1990 die Chance, beim Erstligisten Nottingham Forest unter dem legendären Trainer Brian Clough unterzukommen und für 80.000 Pfund heuerte Woan schließlich dort an. Kurz zuvor hatte sich auch Harry Redknapp vom AFC Bournemouth interessiert gezeigt und der Transfer schien bereits perfekt gemacht worden zu sein, hätte Woan nicht noch bei seinem Hauptberuf als Baukostenkalkulator eine zweiwöchtige Kündigungsfrist beachten müssen. Während dieser Zeit meldete sich Clough, der Woan zuvor nie hatte spielen sehen, aber eine Nachricht im Videotext gelesen hatte. Am nächsten Tag wurde er Handel perfekt gemacht hat, da Woan letztlich den zweifachen europäischen Landesmeister als attraktiver empfand.
Auf sein Debüt in Nottingham musste Woan knapp zehn Monate warten und kam dann am 2. Januar 1991 per Einwechslung gegen Norwich City (6:2) zum Einsatz. Insgesamt bestritt er in der Saison 1990/91 zwölf Erstligapartien und schoss drei Tore. Höhepunkt war sein Startelfeinsatz im 1991er Finale des FA Cups gegen Tottenham Hotspur. Er wurde nach gut einer Stunde beim Stand von 1:1 für Steve Hodge ausgewechselt, bevor Tottenham die Partie in der Verlängerung mit 2:1 für sich entschied. In der folgenden Spielzeit 1991/92 schoss Woan dann fünf Tore in 21 Ligapartien. Dazu zählte ein Treffer am 20. April 1992 beim 2:1-Auswärtserfolg gegen Manchester United, der mitentscheidend dafür war, dass „United“ die angestrebte Meisterschaft verpasste. In den weiteren Jahren etablierte sich Woan immer besser in der aufstrebenden Forest-Mannschaft mit seinem attraktiven Flügelspiel auf der linken Seite, mit guten Flanken sowie einem harten Schuss. Ausdruck des sportlichen Aufwärtstrends nach zwischenzeitlichem Abstieg im Jahr 1993 war der dritte Abschlusstabellenplatz in der Saison 1994/95, womit sich Nottingham für den UEFA-Pokal qualifizierte. In der anschließenden Spielzeit 1995/96 stand Woan mit Nottingham in der fünften Runde des FA Cup erneut den „Spurs“ gegenüber und schoss zwei Freistoßtore aus größerer Entfernung zum 2:2. Im Wiederholungsspiel siegte Nottingham im Elfmeterschießen, wobei Woan zu den erfolgreichen Schützen zählte. Erneut sorgte ein Tor von Woan für eine Mitentscheidung im Meisterschaftskampf, als er beim 1:1-Remis am vorletzten Spieltag der Saison 1995/96 gegen Newcastle United traf und Manchester United von diesem Patzer Newcastles profitierte und den Ligatitel sicherte.
Als im Dezember 1996 Nottinghams Trainer Frank Clark den Klub verließ, neigte sich auch Woans Zeit im Klub dem Ende entgegen. Er war zwar letztlich der einzige Forest-Spieler, der in allen Spielzeiten der 1990er-Jahre für den Klub auflief, aber nach nur zwei Ligaeinsätzen in seiner dritten Abstiegssaison 1998/99 und elf weiteren Zweitligapartien in der Spielzeit 1999/2000 verließ Woan den Klub im Sommer 2000.

### Letzte Karrierestationen
Nach seinem Weggang aus Nottingham stellte er sich zunächst bei den Bolton Wanderers vor, unterschrieb dann aber über den Umweg des FC Barnsley ab Oktober 2000 für den Rest der Saison 2000/01 einen Vertrag beim Zweitligaabsteiger Swindon Town. Nach drei Toren in 25 Pflichtspielen zog es ihn nach Nordamerika, wo er für Columbus Crew spielte. Woan, der eine amerikanische Frau geheiratet hatte, fand sich jedoch in der Major League Soccer nur schwer zurecht und als das Team nur zwei der ersten acht Spiele gewonnen hatte, wurde Trainer Tom Fitzgerald, der maßgeblich hinter Woans Verpflichtung gestanden hatte, entlassen. Zum Ende der Saison wurde er an Miami Fusion weitergegeben („ge-tradet“). Nach dem Jahreswechsel 2001/02 kehrte Woan nach England zurück und schloss sich dem Viertligisten Shrewsbury Town an. Dort ging er fortan mit seinem Ex-Forest-Mannschaftskamerad Nigel Jemson auf Torejagd. Das Engagement endete jedoch unglücklich mit dem Abstieg 2003 als Tabellenletzter. Umso größer war zuvor die Sensation im FA Cup, als Shrewsbury im Januar 2003 den deutlich favorisierten FC Everton mit Jungstar Wayne Rooney ausschaltete – die Flanke für den Doppeltorschützen Jemsen zum entscheidenden 2:1-Siegtreffer in letzter Minute besorgte Woan selbst. Der nächste Pokalauftritt gegen den FC Chelsea (0:4) wurde mit Woan live im TV übertragen.
Nach dem Abstieg zog es Woan erneut nach Amerika, wo er für die Syracuse Salty Dogs in der zweitklassigen A-League spielte, anschließend jedoch wieder nach England zurückkehrte.

### Trainertätigkeiten
Nach ersten Trainertätigkeiten für den U18-Nachwuchs von Swindon Town begann er ab Juli 2006 im Trainerstab von Paul Hart für Rushden & Diamonds zu arbeiten. Als Hart im weiteren Jahresverlauf entlassen wurde, kehrte Woan nach Nottingham zurück und engagierte sich dort wieder im Jugendfußball. Auch für den FC Portsmouth war er als U18-Trainer aktiv und nach der Demission von Cheftrainer Hart im November 2009 betreute er gemeinsam mit Paul Groves die Profielf interimistisch, bevor die Nachfolgediskussion mit der Verpflichtung von Avram Grant beendet wurde. Im Juli 2011 wurde Woan Co-Trainer von Sean Dyche beim FC Watford. Später folgte er Dyche zum FC Burnley und Woan verhalf dem Klub mit seiner von 2012 bis 2022 langjährigen Arbeit als „Dyches Nummer 2“ zum Durchmarsch in die Premier League bis hin zur Qualifikation für die Europa League 2018/19.
Auch beim FC Everton war er zwischen Januar 2023 und Januar 2025 unter Cheftrainer Dyche tätig.